# Lophuromys margarettae
Lophuromys margarettae — вид гризунів родини мишевих (Muridae).

## Таксономічні примітки
Таксон відокремлено від L. aquilus.

## Поширення
Уганда, Кенія.